# Neotylenchus abulbosus
Neotylenchus abulbosus är en rundmaskart. Neotylenchus abulbosus ingår i släktet Neotylenchus och familjen Neotylenchidae. Inga underarter finns listade i Catalogue of Life.